# Frankfurter Kreuz
Das Frankfurter Kreuz ist ein Autobahnkreuz in Kleeblattform und einer der meistbefahrenen Straßenknotenpunkte Europas mit durchschnittlich 335.000 Fahrzeugen pro Tag. Es ist ein südwestlich von Frankfurt am Main in unmittelbarer Nähe des Flughafens gelegenes Kreuzungsbauwerk der hier zehnstreifig geführten A 5 mit der A 3 sowie mit der B 43.
Unter dem Autobahnkreuz verläuft der Frankfurter-Kreuz-Tunnel der Eisenbahn-Schnellfahrstrecke Köln–Rhein/Main.

## Geschichte

### Vorgeschichte
Die Planungen eines Auto-Knotenpunkts in Frankfurt reichen in die 1920er Jahre zurück, als der Verein HaFraBa unter Leitung des Frankfurter Oberbürgermeisters Ludwig Landmann eine Straße plante, die nur dem Kraftverkehr vorbehalten sein sollte. 1926 wurden die ersten Pläne für das Kreuz im Zuge der Autobahn zwischen Frankfurt und Basel als Bestandteil eines Abzweiges in Richtung Wiesbaden gefertigt. Nach diesen Plänen ließ im Jahr 1933 die neue nationalsozialistische Regierung das Frankfurter Kreuz konzipieren und in den Jahren 1939–1941 vorläufig trassieren.
Berücksichtigt wurde dabei auch schon die Verknüpfung mit dem ab dem Jahr 1934 gebauten Flughafen. Zwar konnte man zu diesem Zeitpunkt noch nicht erahnen, welchen Vorteil diese Verknüpfung zwischen Luft- und Straßenverkehr aus heutiger Sicht mit sich bringt, doch schon damals erhoffte man sich eine positive Wirkung der nahen Autobahn. So kommt ein von der Stadt Frankfurt in Auftrag gegebenes meteorologisches Gutachten aus dem Jahr 1935 zu dem Schluss, dass die schnellen Fahrzeuge auf der Autobahn eine Auflockerung des Nebels und somit eine Verbesserung der Sicht für die startenden und landenden Flugzeuge bewirken würden.

### Von 1934 bis 1944
Die Arbeiten für den Abschnitt zwischen Frankfurt und Mannheim, an dem sich das Kreuz befinden sollte, begannen am 23. September 1933. Im Dezember 1934 wurden die ersten Ausführungspläne für das Autobahnkreuz vorgelegt. In dieser Variante sollten die beiden Autobahnen über eine kurze autobahnähnliche Straße, welche an beiden Enden mit einer Trompete an diese angeschlossen werden sollte, verbunden werden, so dass zwei Autobahndreiecke entstanden wären. An dieser Verbindung hätte sich dann auch die Anschlussstelle für den Flughafen befunden. Zeitgleich begannen allerdings die Arbeiten für die Anschlussstelle Frankfurt-Süd.
Im März 1935 wurde in der Zeitschrift Die Straße ein Artikel von Eduard Schönleben veröffentlicht, in welchem er die Aussage traf, dass die Direktion Reichsautobahn die Auffassung vertrete, die ideale Lösung für ein Autobahnkreuz sei die Kleeblattform. Dies führte zur Erstellung einer weiteren Variante für das Autobahnkreuz, welche zusammen mit der alten Variante von der Obersten Bauleitung Reichsautobahn in Frankfurt der Direktion vorgelegt werden sollte. Die Entscheidung für den Bau des Kleeblattes zeichnete sich ab, als sich die Stadt Frankfurt für diese Variante und den Anschluss des Flughafens an die Autobahn Frankfurt-Köln entschied. Da sich im Zuge der Diskussion bezüglich der endgültigen Form die Trasse der Autobahn Frankfurt–Köln immer mehr in Richtung Norden verschob, ergaben sich Schwierigkeiten mit der bereits fertiggestellten Anschlussstelle Frankfurt Süd an der Autobahn Frankfurt-Mannheim, da diese dann umgebaut werden musste. Am 29. Januar 1936 fiel dann die Entscheidung für die Kleeblattform durch die Oberste Bauleitung der Reichsautobahnen. Man orientierte sich bei den nun folgenden Planungen der Obersten Bauleitung Reichsautobahn an den Plänen für das Schkeuditzer Kreuz (A 9/A 14), das am 21. November 1936 als erstes Kreuz in Deutschland, noch vor dem Frankfurter Kreuz, in Betrieb genommen wurde. Die Entscheidung durch den Oberbaurat Köster von der Direktion Reichsautobahn folgte allerdings erst am 22. Februar 1938. Strittig war zu diesem Zeitpunkt immer noch der Anschluss des Flughafens an die Autobahn. Schließlich konnte sich die Stadt Frankfurt und der Flughafenbetreiber mit ihrer Forderung, die Anschlussstelle an die Verbindung zwischen Flughafen und der heutigen B 43, der Kapitän-Lehmann-Straße, zu legen, durchsetzen.
Am 22. November 1939 wurde die Ausführungsplanung für das Kreuz von der Direktion in Berlin genehmigt. Da sich schon im Vorfeld des Krieges Schwierigkeiten beim Bau der Autobahn ergaben, war es nur eine Frage der Zeit, wann die Arbeiten nach Kriegsbeginn eingestellt werden würden. Mehr und mehr Arbeiter wurden zum Bau des West- und Ostwalles abgezogen, was zu zahlreichen Stillständen auf den Baustellen führte. Schließlich mussten die Bauarbeiten des Kreuzes am 20. April 1940 vorläufig eingestellt werden. Die oberste Bauleitung verfügte die Stilllegung aller in Bau befindlichen Strecken. Aufgrund der besonderen Bedeutung konnten die Arbeiten auf dem zur Autobahn Frankfurt-Köln gehörenden Stück noch bis zum 20. Oktober 1941 weitergeführt werden.
Die Oberste Bauleitung Reichsautobahn Frankfurt wurde schließlich am 1. Mai 1942 aufgelöst. Bis zu diesem Zeitpunkt waren auf dem Gebiet der Stadt Frankfurt fast alle Dämme für die Autobahn fertiggestellt. Selbst die Widerlager und die Stützen des eigentlichen Kreuzes existierten schon.

### Von 1945 bis zur Eröffnung
Ab dem 6. Dezember 1945 arbeitete die Oberste Bauleitung Reichsautobahn wieder, firmierte aber zunächst nur unter Oberste Bauleitung Autobahn, bis sie in Autostraßenamt Frankfurt/Main umbenannt wurde. Zunächst ging man daran, die Kriegsschäden an den bestehenden Straßen zu beseitigen. Ab 1950 standen dann wieder Finanzmittel für Neubauten zur Verfügung. Anlass dafür war sicherlich auch, dass eine 1953 durchgeführte Zählung die für damalige Verhältnisse enorme Anzahl von 5.000 Kraftfahrzeugen pro Tag auf den westdeutschen Autobahnen feststellte, was eine Vervierfachung seit 1936 bedeutete, und man beschloss, diese für die damalige Zeit fast unzumutbaren Verkehrsverhältnisse zu beseitigen. Hinzu kam, dass ab dem 1. Januar 1951 der Frankfurter Flughafen wieder zivil nutzbar war, so dass 1952 schon 416.768 Passagiere gezählt werden konnten.
Am 16. Februar 1953 wurden die Arbeiten am Kreuz und der Anschlussstelle Flughafen wieder aufgenommen. Am 10. Juli 1956 nach mehr als dreijähriger Bauzeit wurde das Frankfurter Kreuz durch den damaligen Verkehrsminister Hans-Christoph Seebohm, mehr als 20 Jahre nach den ersten planerischen Überlegungen, dem Verkehr übergeben. Zusammen mit den Abschnitten nach Rüsselsheim und zur Anschlussstelle „Mörfelder Landstraße“ konnte das bis dahin größte Straßenbauprojekt der Nachkriegsgeschichte abgeschlossen werden. Die Gesamtkosten beliefen sich auf rund 33,6 Millionen Deutsche Mark, wovon allein 10,2 Millionen auf das Kreuz entfielen. Die Frankfurter Allgemeine berichtete am 11. Juli 1956 hierzu:
„Der größte und modernste Verkehrsmittelpunkt in Deutschland ist fertig geworden.“

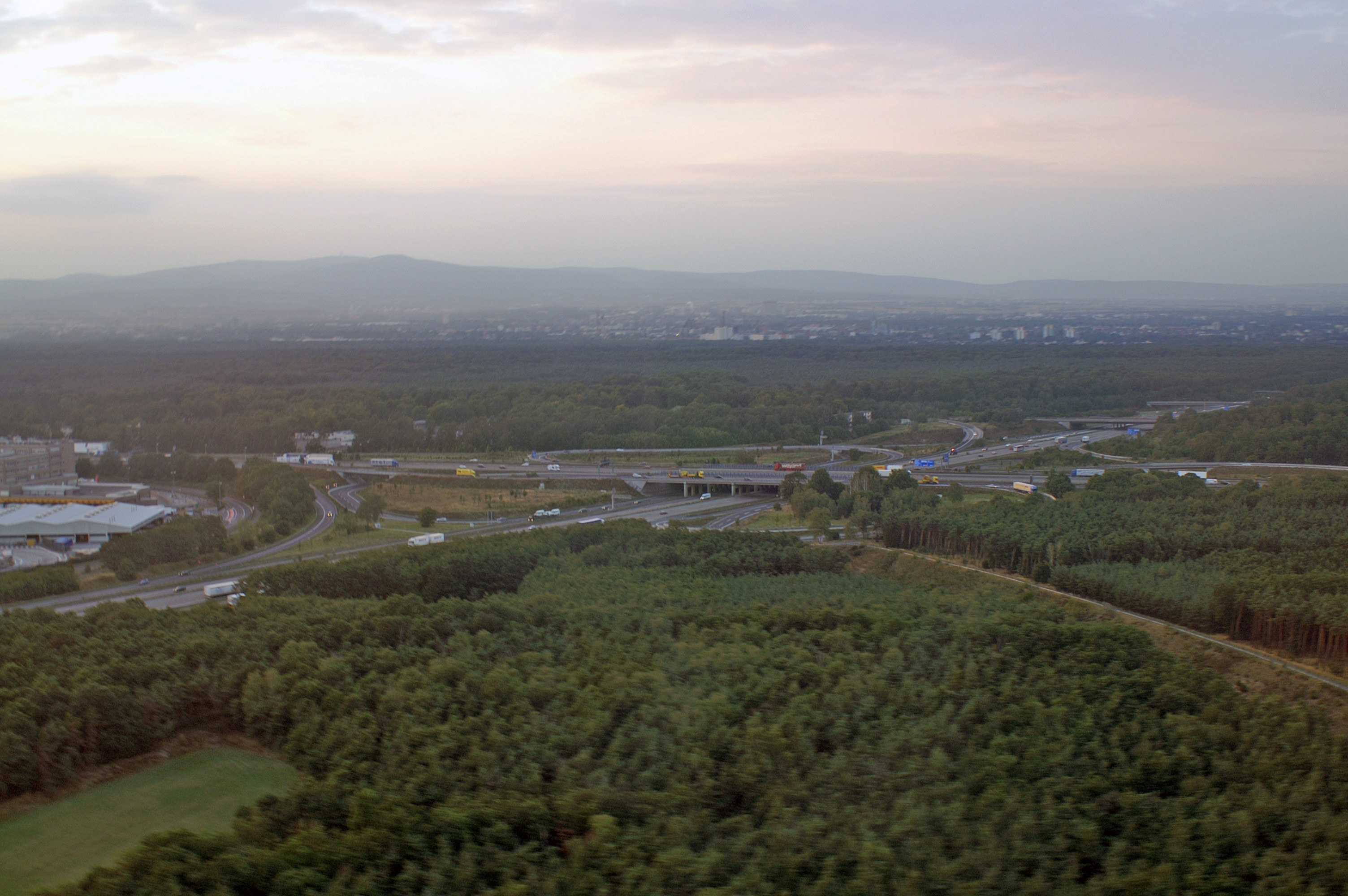
Detail mit A5 (vertikal) und A3 (horizontal)

In den ersten Jahren geriet das Kreuz jedoch in die Kritik, da die Autofahrer von der modernen Bauausführung überfordert waren. So waren die Ein- und Ausfädelstreifen zu kurz bemessen, und einige Verkehrsteilnehmer wendeten einfach auf der Autobahn, nachdem sie ihre Ausfahrt verpasst hatten. Auch das bis dahin ungewohnte Abbiegen nach rechts, wenn man eigentlich nach links wollte, überforderte einige Verkehrsteilnehmer. Schon in den ersten fünf Wochen nach Eröffnung ereigneten sich zwei tödliche Verkehrsunfälle. Zusätzliche Wegweiser, Hinweistafeln auf den in der Nähe befindlichen Parkplätzen, eine angeordnete Geschwindigkeitsbeschränkung von 100 km/h und eine deutlichere Präsenz der Polizei entschärften zunächst die Situation. Hinzu kamen zahlreiche Umbaumaßnahmen, welche zu einem Rückgang der Unfallzahlen bis Ende der 1950er führten. Mit der Zunahme des Verkehrs stieg aber dann die absolute Zahl der Unfälle, die auch durch einen hohen Anteil an Stauunfällen geprägt ist, weiter kontinuierlich an.
Anfang der 1970er Jahre wurde das Frankfurter Kreuz erstmals umgebaut. Die Planfeststellung hierzu wurde am 8. Januar 1971 abgeschlossen. Es wurden Parallelfahrbahnen für den Abbiegeverkehr eingeführt und weitere flankierenden Ausbaumaßnahmen, wie zum Beispiel die Herstellung der Eckverbindung A 67 Mönchhofdreieck–Darmstädter Kreuz beziehungsweise der Ausbau der B 43 Kelsterbach–Frankfurt-Süd durchgeführt.

### Umbau ab 1995
Die frühzeitig begonnenen Überlegungen zu einem Ausbau des Kreuzes stoppten immer wieder mit der Frage, wie man einen Verkehrsknotenpunkt, der täglich von mehr als einer Viertelmillion Fahrzeugen genutzt wird, komplett umbauen will. Die flankierenden Maßnahmen waren alle bereits umgesetzt, wie eine zusätzliche Verbindung von der B 43 in Richtung Kassel, mit Flughafen/Kelsterbach eine neue Anschlussstelle und zusätzliche Fahrbeziehungen in der Anschlussstelle Frankfurt-Süd an der A 3, aber der eigentliche Ausbau des Kreuzes fehlte noch und war unumgänglich.

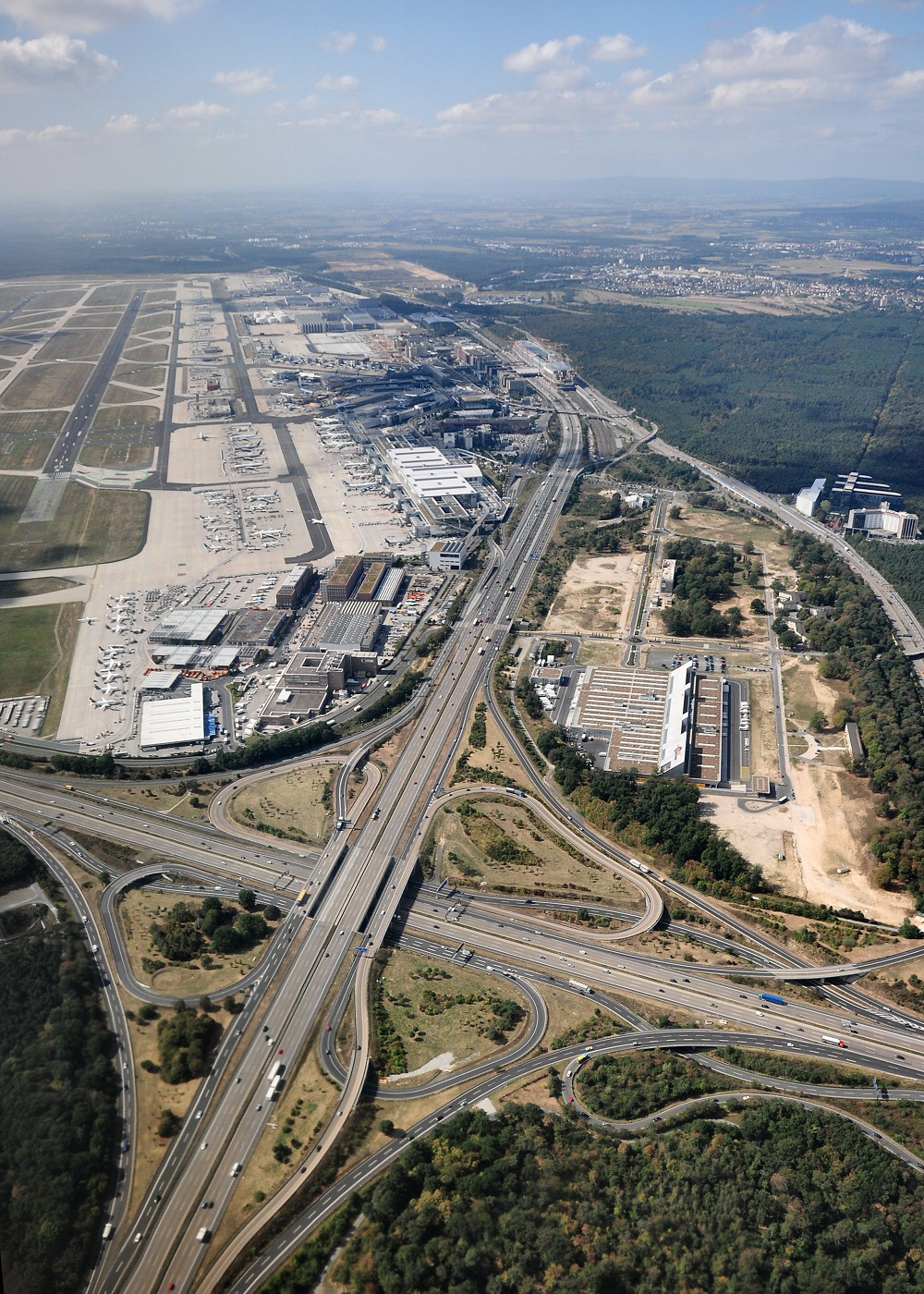
Blick auf das Frankfurter Kreuz zwischen der Autobahn A3 and A5 aus einem Lufthansa-Flugzeug

Es folgte ein regelmäßiger Verkehrskollaps auf den Abbiegespuren wegen der zu geringen Kapazität auf den Verflechtungsstrecken, was sich auch immer deutlicher in den Unfallzahlen zeigte. Im Zeitraum von Oktober 1994 bis September 1995 ereigneten sich im Kreuzungsbereich 401 Unfälle mit einem Toten sowie elf Schwer- und 68 Leichtverletzten. Um die Leistungsfähigkeit entsprechend zu steigern, fand von 1995 bis 2000 eine massive Umgestaltung statt.
Der Neubau der Eisenbahn-Schnellfahrstrecke Köln–Rhein/Main, die im Frankfurter-Kreuz-Tunnel das Autobahnkreuz unterquert, begann bereits am 13. Dezember 1995, der Baubeginn für die Straßenbaumaßnahme folgte am 18. März 1996. Merkmal der Neugestaltung ist die höhenfreie Trassenführung in den vier Quadranten des Kleeblatts; das neue Zentralbauwerk überspannt mit vier Feldern die Haupt- und Parallelfahrbahnen der A 5 in einer Gesamtlänge von über 100 Meter. Die vier Einzelbrücken erreichen jetzt eine Gesamtbreite von knapp 80 Meter. Unterquert wird das Frankfurter Kreuz zusätzlich von den beiden östlichen Zufahrtstunneln des Flughafen-Fernbahnhofs. Eine besondere Herausforderung war es auch, dass während des gesamten Umbaus keine Fahrspur gesperrt werden durfte. Das führte dazu, dass beispielsweise die Bahnunterführung der A 3 bergmännisch vorgenommen wurde und nicht in der kostengünstigeren offenen Bauweise.
Zum Abschluss der Bauarbeiten am 19. Dezember 2000, ein Vierteljahr früher als ursprünglich geplant – die Arbeiten der Deutschen Bahn waren bereits 19 Monate zuvor beendet worden – wurde ein Gedenkstein errichtet und das Gesamtbauwerk feierlich von Bundesfinanzminister Hans Eichel dem Verkehr übergeben. Insgesamt wurden bei dem Umbau 173 Millionen Euro verbaut, wovon 45 Millionen Euro auf das eigentliche Kreuz entfielen.

## Beschreibung

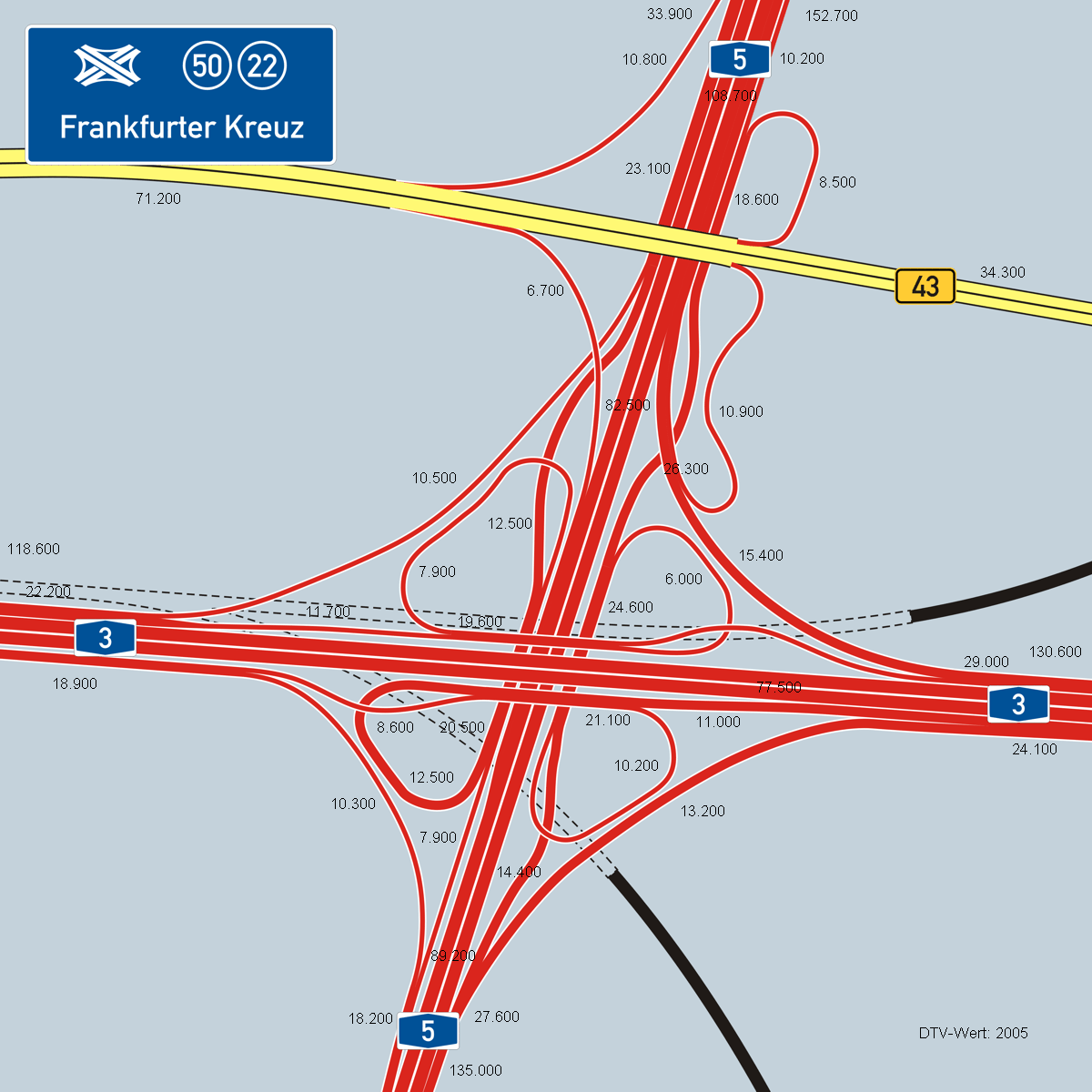
Durchschnittliche tägliche Verkehrsstärke (DTV) im Jahre 2005

Durch die unmittelbare Nachbarschaft von Autobahnkreuz, Interkontinentalflughafen und Hochgeschwindigkeits-Bahnstrecke kann das Frankfurter Kreuz als Symbol der Verkehrszentralität des Knotens Frankfurt in Europa betrachtet werden.
Kritische Bereiche des Kreuzes waren immer die Anschlussbereiche, da ungefähr die Hälfte der Autofahrer am Kreuz von einer Autobahn zur anderen wechseln. Dieser Engpass wurde bei den Umbauarbeiten 1995 bis 2000 behoben. Durch vier zusätzliche Brücken wurde der Verkehr entflochten und alle Auf- und Abfahrtsrampen können nun separat, ohne Kreuzungsverkehr, befahren werden.
Der Umbau hat allerdings nichts an den teilweise zu eng geführten Verbindungsrampen geändert. Ein Bauen in mehr Ebenen ist nicht möglich, da wegen des angrenzenden Flughafens das Bauen in die Höhe nicht erlaubt ist und der Eisenbahntunnel unter dem Kreuz ein Bauen in die Tiefe erschwert hat. Somit war für die einzelnen Rampen nicht mehr Platz gegeben, um diese in weiteren Bögen auszuführen.
Andererseits konnte dabei die besonders belastete halbdirekte Verbindungsrampe von Norden nach Osten (die Direktrampen für das Abbiegen von Osten nach Norden und von Süden nach Osten sind bereits vor dem Umbau auf jeweils zwei Fahrstreifen erweitert worden) zweistreifig ausgeführt werden, mit der entsprechenden Kapazitätserhöhung.

## Verkehrsbelastung

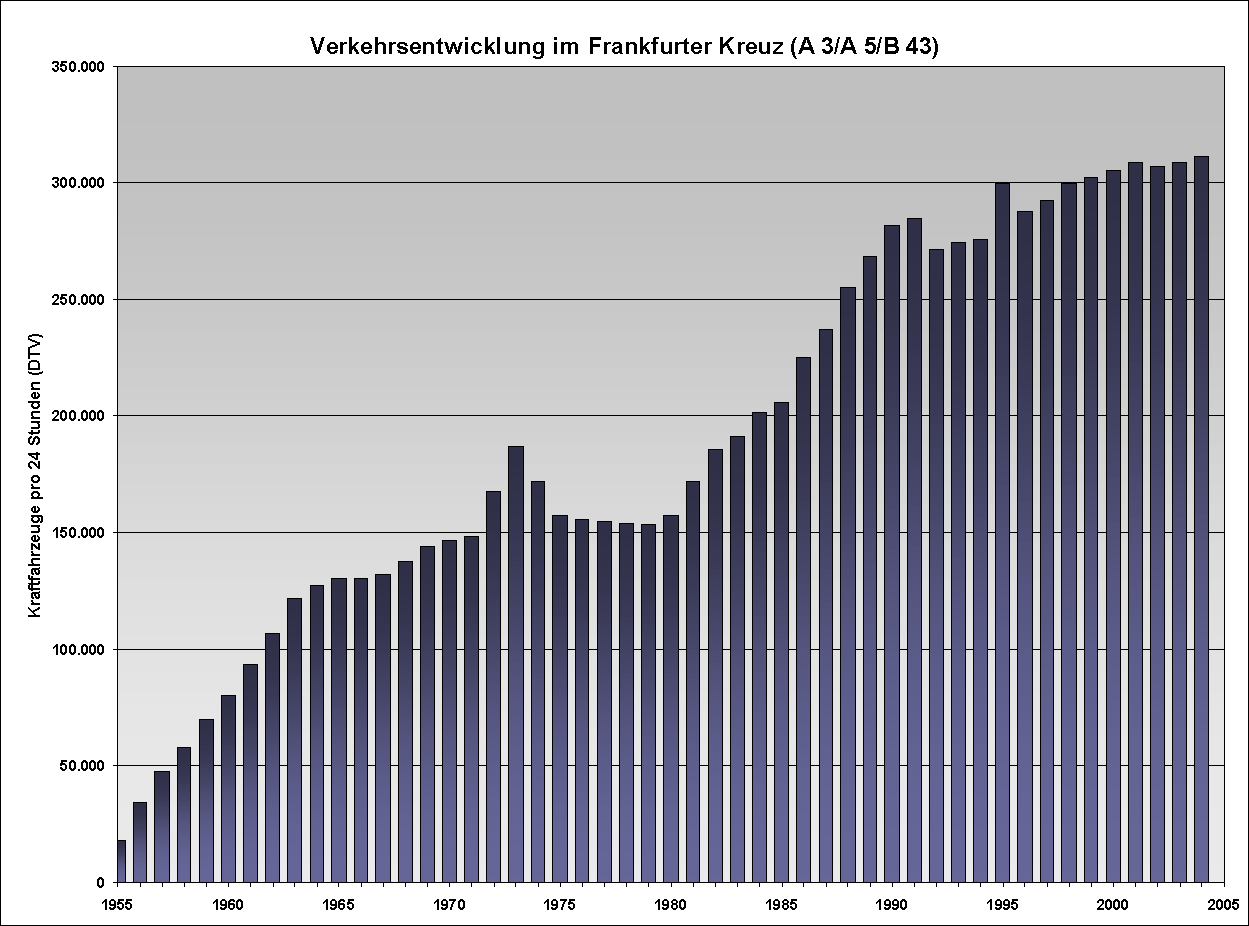
Verkehrsentwicklung im Frankfurter Kreuz

Die Geschichte des Frankfurter Kreuzes ist durch den ständig wachsenden Verkehr geprägt. 1955, ein Jahr vor der Eröffnung des Kreuzes, nutzten an der A 3 an einem durchschnittlichen Tag 6662 Kraftfahrzeuge den Abschnitt zwischen dem Wiesbadener Kreuz und der Anschlussstelle Flughafen. In den 1950er Jahren lag der Verkehr noch bei durchschnittlich 47.000 Fahrzeugen pro Tag, stieg bis 1967 auf durchschnittlich 130.000 Fahrzeuge pro Tag an. Mitte der 1970er Jahre waren es bereits 156.000 Fahrzeuge pro Tag. 1987 war der Verkehr auf 245.000 Fahrzeuge pro Tag angewachsen und Anfang der 1990er Jahre auf fast 300.000 Fahrzeuge pro Tag gestiegen. 2004 lag das Verkehrsaufkommen bei 311.250 Fahrzeuge pro Tag. 2006, im Jahr des 50. Geburtstages, passierten täglich mehr als 310.000 Fahrzeuge die Verkehrsdrehscheibe. Fachleute rechnen allerdings mit wesentlich mehr. Mit diesen Werten ist es das am meisten befahrene Autobahnkreuz in Deutschland.
Bis zum Jahr 2020 wird eine Zunahme von 20 Prozent beim PKW-Verkehr und sogar 60 Prozent beim LKW-Verkehr prognostiziert. Hinzu kam, dass mehr als 50 Prozent der Verkehrsteilnehmer zwischen den kreuzenden Autobahnen wechselten.
Die Verkehrszahlen ergeben sich durch die A 3 und die A 5. Aber auch die B 43 muss bei den Berechnungen mit einbezogen werden, da alle von und zur A 5 wechselnden Fahrzeuge eine der Rampen des Kreuzes benutzen.
In den Jahren 2005, 2010 und 2015 ergaben sich folgende Verkehrsstärken:
| Von                          | Nach                        | Durchschnittliche tägliche Verkehrsstärke | Durchschnittliche tägliche Verkehrsstärke | Durchschnittliche tägliche Verkehrsstärke | Anteil Schwerlastverkehr | Anteil Schwerlastverkehr | Anteil Schwerlastverkehr |
| Von                          | Nach                        | 2005                                      | 2010                                      | 2015                                      | 2005                     | 2010                     | 2015                     |
| ---------------------------- | --------------------------- | ----------------------------------------- | ----------------------------------------- | ----------------------------------------- | ------------------------ | ------------------------ | ------------------------ |
| AS Frankfurt-Flughafen (A 3) | Frankfurter Kreuz           | 123.800                                   | 118.100                                   | 128.900                                   | 12,4 %                   | 12,6 %                   | 13,9 %                   |
| Frankfurter Kreuz            | AS Frankfurt-Süd (A 3)      | 127.000                                   | 135.000                                   | 141.500                                   | 10,1 %                   | 11,8 %                   | 12,8 %                   |
| AS Frankfurt-Niederrad (A 5) | Frankfurter Kreuz           | 144.900                                   | 145.900                                   | 156.500                                   | 06,9 %                   | 09,1 %                   | 08,9 %                   |
| Frankfurter Kreuz            | AS Zeppelinheim (A 5)       | 150.700                                   | 132.700                                   | 143.800                                   | 08,5 %                   | 10,1 %                   | 10,1 %                   |
| AS Flughafen-Ost (B 43)      | AS Frankfurt-Flughafen-Nord | 068.500                                   | 056.400                                   | 062.700                                   | 04,4 %                   | 05,4 %                   | 04,1 %                   |
| AS Frankfurt-Flughafen-Nord  | AS Frankfurt-Süd (B 43)     | 032.200                                   | 027.800                                   | 031.500                                   | 05,3 %                   | 06,1 %                   | 04,5 %                   |